# Donne nell'antica Sparta
Le donne nell'antica Sparta erano famose per la propria fertilità, rispetto a tutte le altre donne greche. A differenza di quanto accadeva alle donne nell'Atene classica, nella società spartana le ragazze venivano allevate praticamente alla stessa maniera dei maschi, compresa la formazione fisica e le prove di idoneità a cui sottoporsi periodicamente.
Nel corso dei secoli Sparta si era acquisita la solida reputazione di esporre i propri neonati ai rigori della natura a partire dal primo giorno di vita, così da rafforzarne immediatamente il carattere e scoprirne eventuali difetti fisici, ma anche di attuare una ferrea politica di eugenetica; con una forte attenzione all'allevamento dei bambini, in particolare i ragazzi, totalmente concentrato e focalizzato sull'arte della guerra, il che ha portato a credere che la loro società fosse duramente improntata ad un severo regime di patriarcato.
Invece, una buona parte delle polis dell'antica Grecia guardava Sparta in una maniera assai confusa e dubbiosa, per le sue stranezze ed apparenti contraddizioni, soprattutto al riguardo della politica che attuavano nei confronti della loro popolazione femminile, percepita come assai originale quando non assurdamente clemente.
Questa indulgenza esiste solo in relazione alle testimonianze date da autori uomini stranieri del tempo, in quanto testi spartani sull'argomento sono completamente assenti; Sparta sembra aver volutamente mancato di registrare la sua storia e, dato che gli uomini del tempo erano molto poco inclini ad osservare con sguardo attento le donne, in particolar modo quelle che pensavano potessero agire al di sopra della loro stessa posizione, occorre affidarsi a tutta la capacità critica disponibile per poter discernere quali informazioni siano effettivamente assegnabili alle donne di Sparta.
Anche la legislazione sulla dote ha contribuito a portare un ulteriore motivo di confusione nei riguardi della proprietà terriera; molti tra gli spartiati erano fermamente convinti che le loro spose dovessero essere scelte per la prestanza fisica naturale piuttosto che per le capacità economiche possedute tramite eredità acquisita, quindi nessuna dote formale veniva assegnata al momento del matrimonio. In tal modo le donne potevano facilmente diventare sempre più ricche, ereditando sia dal padre che dal marito.
Le transazioni terriere erano infine permesse ed autorizzate anche come regalie personali pienamente arbitrarie.

## In ambito domestico

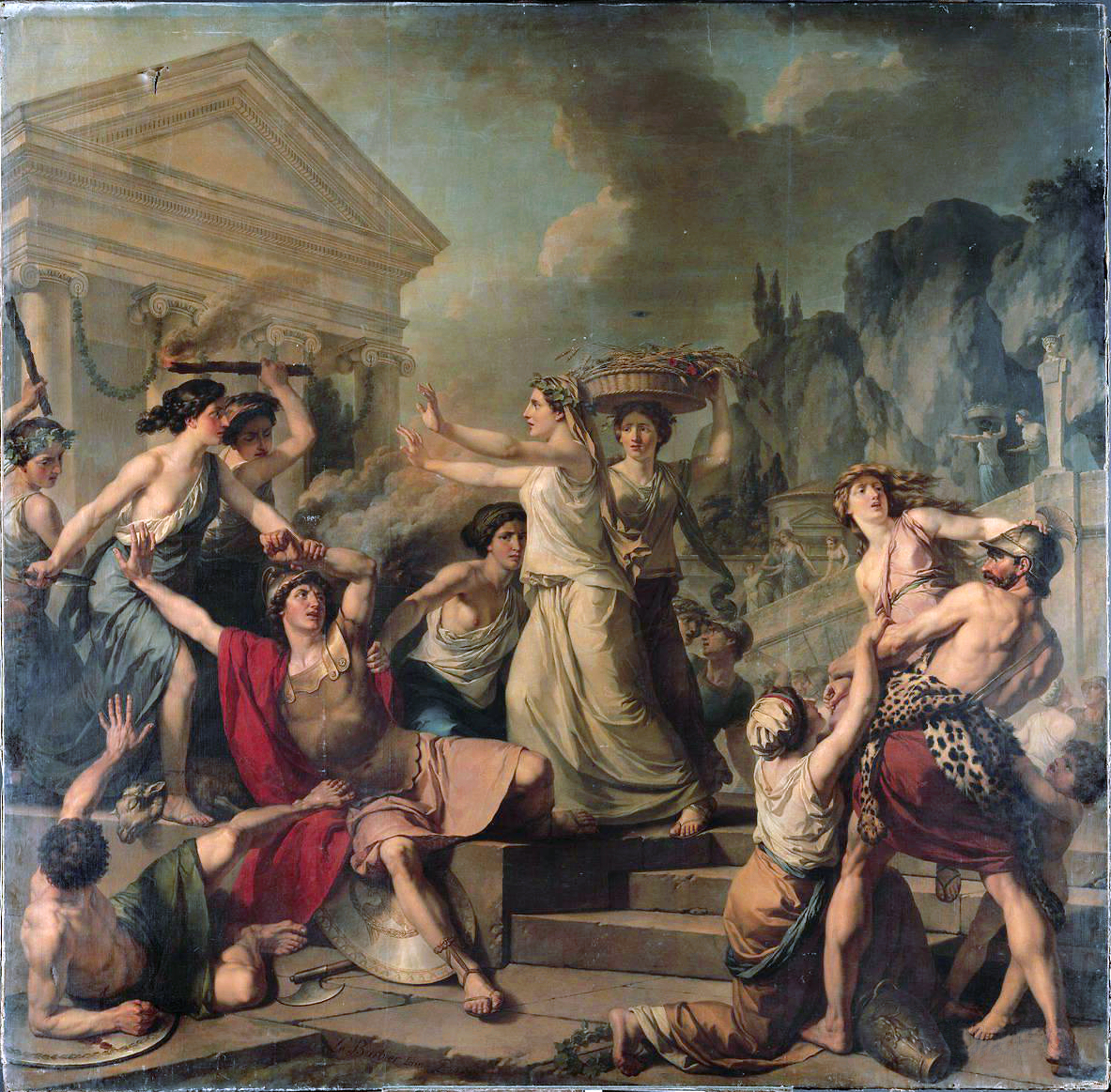
Il coraggio delle donne di Sparta, di Jean-Jacques-François Le Barbier.

### Il matrimonio
Come accadeva per l'eredità, anche per la tradizione matrimoniale non vi sono abbastanza documenti per poter dichiarare con una certa verosimiglianza una pratica specifica comune a tutti i cittadini. Un uomo spartano era tenuto a sposarsi non prima dei trent'anni, solo dopo cioè aver completato l'opera di addestramento ed educazione giovanile; poteva tuttavia accadere che alcuni si maritassero prima e che quindi si trovassero nella condizione di dover sgusciare nottetempo fuori dalle caserme per poter stare con le rispettive mogli.
Le ragazze si sposavano relativamente più in là negli anni rispetto alla maggior parte della popolazione femminile presente nelle altre società greche, solitamente nella tarda adolescenza (fino ai 21-22 anni, con l'intento di prevenire anche eventuali complicanze nel decorso della gravidanza). Spesso le unioni erano predisposte tramite rapimento della sposa, dopo aver ottenuto il consenso del padre; qui la fanciulla, vestita da damigella d'onore, ma portando sandali e mantello da maschio e i capelli tagliati corti. Il rituale prevedeva che un intermediario, dopo aver rasato il cranio della ragazza, le consegnava delle vesti semplici di taglio maschile, per poi lasciarla sola in un luogo appartato e buio. Il promesso sposo, una volta lasciata la sissizia (il pasto in comune maschile militaresco) per andar ad incontrare sua moglie, sempre al buio, la incontrava e, una volta consumato il rapporto sessuale, la lasciava nuovamente da sola tornava per raggiungere i propri acquartieramenti militari prima del sorgere della nuova alba. Il matrimonio doveva rimaner segreto fino a quando non nasceva il primo figlio. Plutarco dice che in tal modo i mariti, "ignorano la sazietà e il declino del sentimento che coinvolge una vita passata in comune".

Un'altra pratica citata da molti visitatori era quella del dono o offerta sessuale della propria moglie ad altri; in conformità con la convinzione che i figli migliori avrebbero dovuto essere generati ed allevati dai genitori più fisicamente in forma, accadeva che uomini più anziani consegnassero le proprie mogli a più giovani e prestanti uomini della comunità per essere da questi fecondate. Anche uomini non sposati o senza figli avrebbero potuto fare richiesta alla moglie di un altro di voler concedergli di partorire un figlio proprio. Come l'indica Plutarco, nel I secolo ci si attendeva che a Sparta le donne obbedissero al padre e al marito:
(Plutarco, Moralia, modi di dire delle donne spartane, 242B, 23)
Per questi motivi un certo numero di donne pare abbiano praticato la poliandria od aver acconsentito ad un temporaneo regime di poligamia; la cosa pare venisse addirittura incoraggiata di modo che potessero portare a termine positivamente il maggior numero di gravidanze possibili. La popolazione spartana era difficile da mantenere ad un livello costante a causa della frequente assenza di uomini fertili dalla città e alla loro perdita in battaglia, oltre che al severo ed intenso controllo fisico sui neonati.

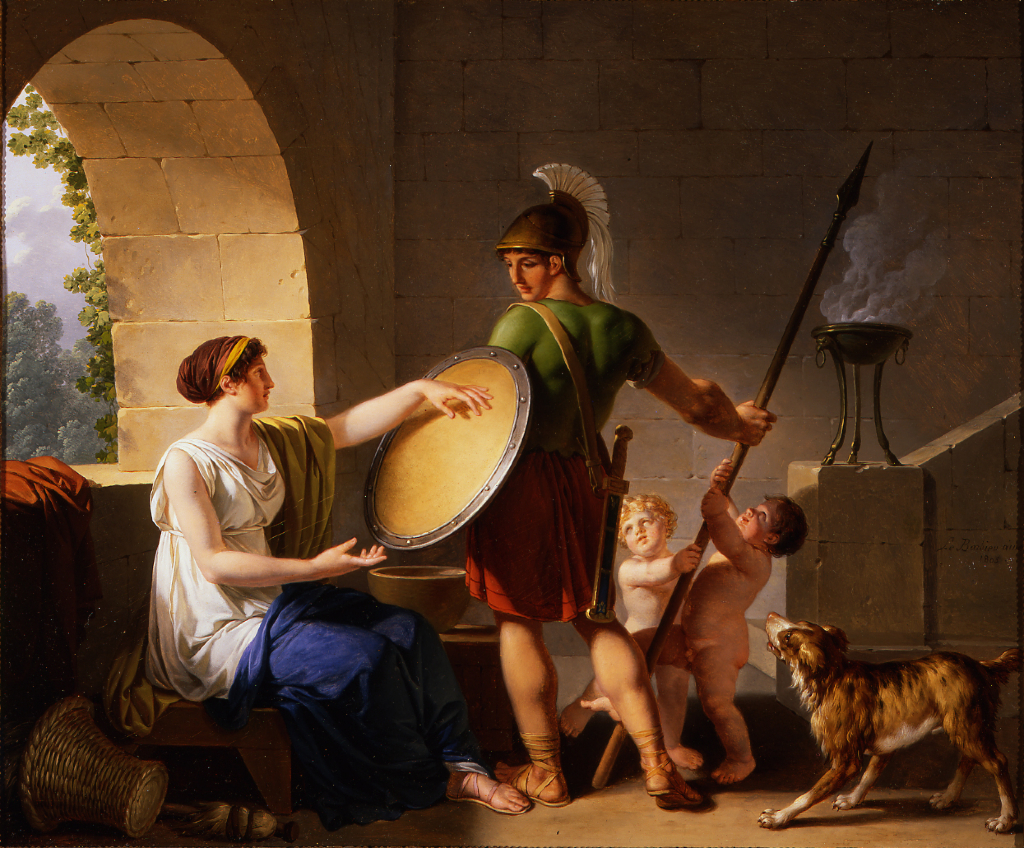
Una donna spartana consegna lo scudo al figlio ("Torna con lo scudo o sullo scudo"), di Jean-Jacques-François Le Barbier.

### Diritti e doveri matriarcali
Le donne erano essenzialmente le capofamiglia ed in pratica assumevano il governo dell'intera comunità ogni qual volta gli uomini si trovavano ad essere assenti per motivi di belligeranza, instaurando così un'autentica forma di matriarcato. I figli maschi venivano portati via dalla casa al compimento dei sette anni di età per esser sottoposti all'Agoghé, le figlie venivano invece generalmente educate in ambito domestico e rimanevano accanto alla madre fino all'età del matrimonio, in un'età compresa tra i diciotto e i vent'anni circa (come detto più alta rispetto alle altre società greche, in cui potevano esser costrette a sposarsi poco dopo aver raggiunto la pubertà).
Dalle donne non ci si aspettava che imparassero ad occuparsi delle faccende domestiche o di altri compiti come la tessitura, la pulizia e l'alimentazione, in quanto tali compiti sarebbero sempre stati eseguiti dagli iloti; pertanto alle donne veniva data una maggior responsabilità nel governo anche esterno alla casa, nel controllo della buona esecuzione dei lavori agricoli, nella logistica generale.
In qualsiasi momento le donne potevano diventare parte predominante della polis dato che, quando vi erano conflitti in corso, più della metà degli uomini venivano richiamati con effetto immediato alle armi; ma anche per tutti gli anni in cui gli uomini rimanevano in pratica strettamente confinati all'interno della comunità militare ed occupati esclusivamente ad addestrarsi, alle donne veniva lasciato il completo dominio sulla casa e la famiglia. Questi i caratteri socialmente e politicamente più rilevanti che contraddistinguono le donne spartane rispetto a tutte le altre greche.
La legislazione codificata per la prima volta sotto Licurgo ha espresso l'importanza della primissima educazione da dare ai bambini; la buona crescita dei figli durante la prima infanzia è sempre stata considerata un'importante funzione culturale nella società di Sparta, pari a quella della formazione guerriera degli uomini adulti nell'esercito spartano. Secondo quella stessa legge le donne che erano morte durante il parto e gli uomini caduti con valore in battaglia guadagnavano l'onore di avere i loro nomi iscritti sulle lapidi funebri.
Le donne spartane sono sempre state incoraggiate ad avere molti figli, prevalentemente maschi, per aumentare la popolazione militare; era uno dei loro più grandi motivi d'orgoglio quello d'aver allevato un guerriero coraggioso ed ardito: grandissimo onore per una donna era d'esser la madre di un soldato stimato ed ammirato da tutti.

### Divorzio
Le donne spartane erano autorizzate, in determinate circostanze ed occasioni, a divorziare dai loro legittimi mariti, senza alcun timore di perdere con quest'atto il proprio patrimonio personale e quindi nemmeno di ritrovarsi prive di mezzi di sostentamento autonomi. Nella loro qualità di cittadine uguali-spartiati della comunità le donne potevano contrarre il divorzio senza alcuna richiesta di "penalità" finanziaria ed erano anche libere di scegliere se eventualmente risposarsi o meno, oppure di intrattenere relazioni sessuali con uomini che non fossero i propri sposi.
Lo stretto senso comunitario forzava poi la donna a rinunziare alla propria esclusività biologica in quanto madri nei confronti dei figli (i bambini abbandonavano le case in cui erano nati alla tenerissima età di sette anni per andar a vivere in caserma), così come non era d'altronde granché importante neppure la paternità biologica; più che allevare buoni figli era imposto a tutti il compito di addestrare buoni soldati. Dopo che i ragazzi iniziavano il rigoroso regime di Agoghé, alle figlie femmine era invece concesso sentire e mantenere per un maggior lasso di tempo un più intenso legame con la figura materna. 

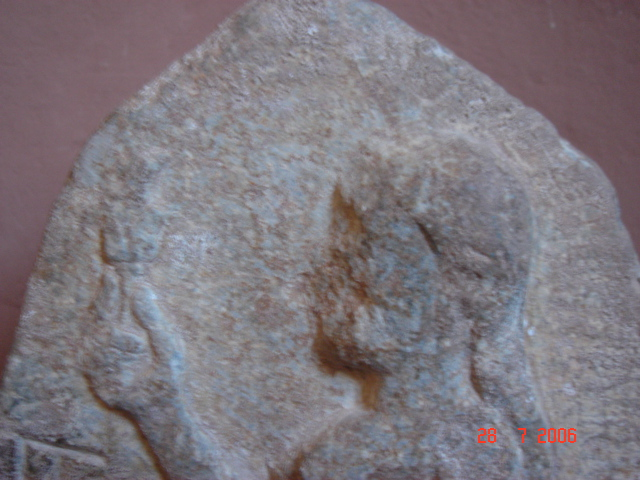
Stele votiva con kore, dall'entroterra spartano.

## Giovinezza

### Educazione formale
La realtà dell'istruzione femminile rimane molto vaga ed è raramente menzionata ed esistente in una maniera formale all'interno di un contesto sociale di classe elevata ma, quando veniva effettuata, era presumibilmente svolta all'interno delle mura domestiche. Vi sono documentazioni attestanti che donne più ricche scrivessero lettere ai figli lontani, sapevano pertanto con assodata certezza almeno leggere e scrivere.
Risulta invece più chiaro che le donne studiassero le arti, in particolare la musica, ma anche la danza e la poesia; data l'attenzione spartana data alla comunità degli uguali, vista come una vera e propria famiglia allargata, si ritiene possibile che alle ragazze venisse impartita un'istruzione all'interno di una forma comunitaria istituzionale a cui potevano accedere la totalità delle figlie delle famiglie cittadine.

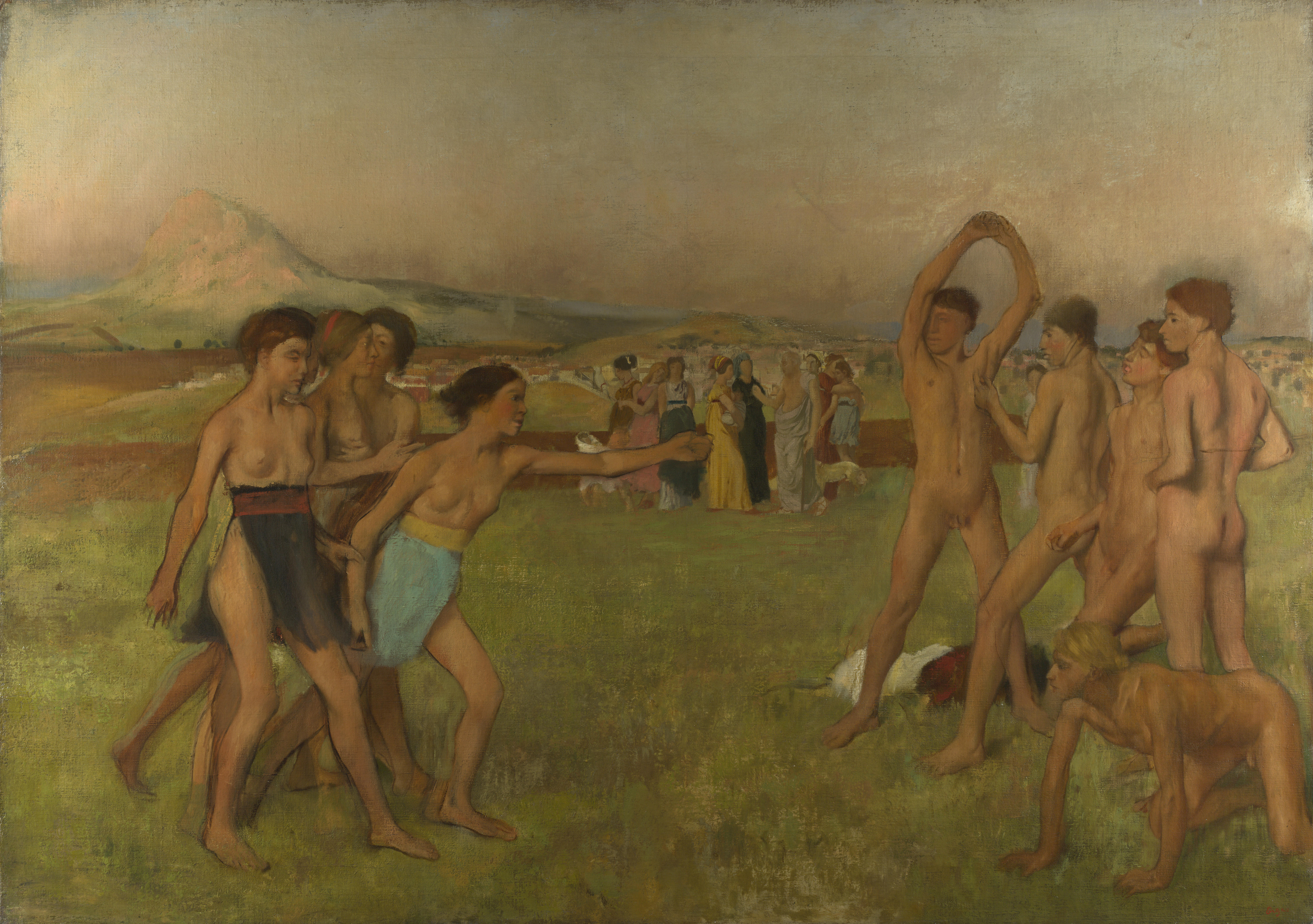
Giovani spartani che si esercitano (1860 circa), di Edgar Degas. Plutarco racconta che l'antico legislatore spartano Licurgo ha esortato le ragazze spartane ad impegnarsi nella disciplina sportiva della lotta: qui sono mostrate mentre sollecitano i ragazzi a combattere.

### Allenamento fisico
Sparta ha avuto la particolarità di avere un sistema di istruzione obbligatoria per tutti e organizzata da parte dello Stato, laddove nelle altre città tutto ciò veniva lasciato a discrezione e libera scelta dei genitori responsabile per i loro figli; inoltre, fatto ancora più sorprendente, non era obbligatoria solo per i bambini ma anche per le ragazze. Lo scopo del sistema per i ragazzi era quello di produrre opliti disciplinati da inserire nelle file dell'esercito spartano, mentre per le ragazze era quello di diventare madri agili e vigorose, sane, forti e di costituzione robusta, nella speranza di avere figli altrettanto capaci e abili. È stato spesso osservato come la popolazione femminile infantile spartana fosse in genere molto meglio nutrita rispetto a quanto non fossero tutte le altre bambine greche, ed in certi casi addirittura alla pari con i fratelli e superiore a quella dei neonati maschi. Molti credono che questa spiccata preferenza sia dimostrata dal fatto che le femmine fossero particolarmente importanti, in quanto da donne muscolose forti e fatte avrebbero avuto il compito decisivo di generare a loro volta figli sani e robusti.

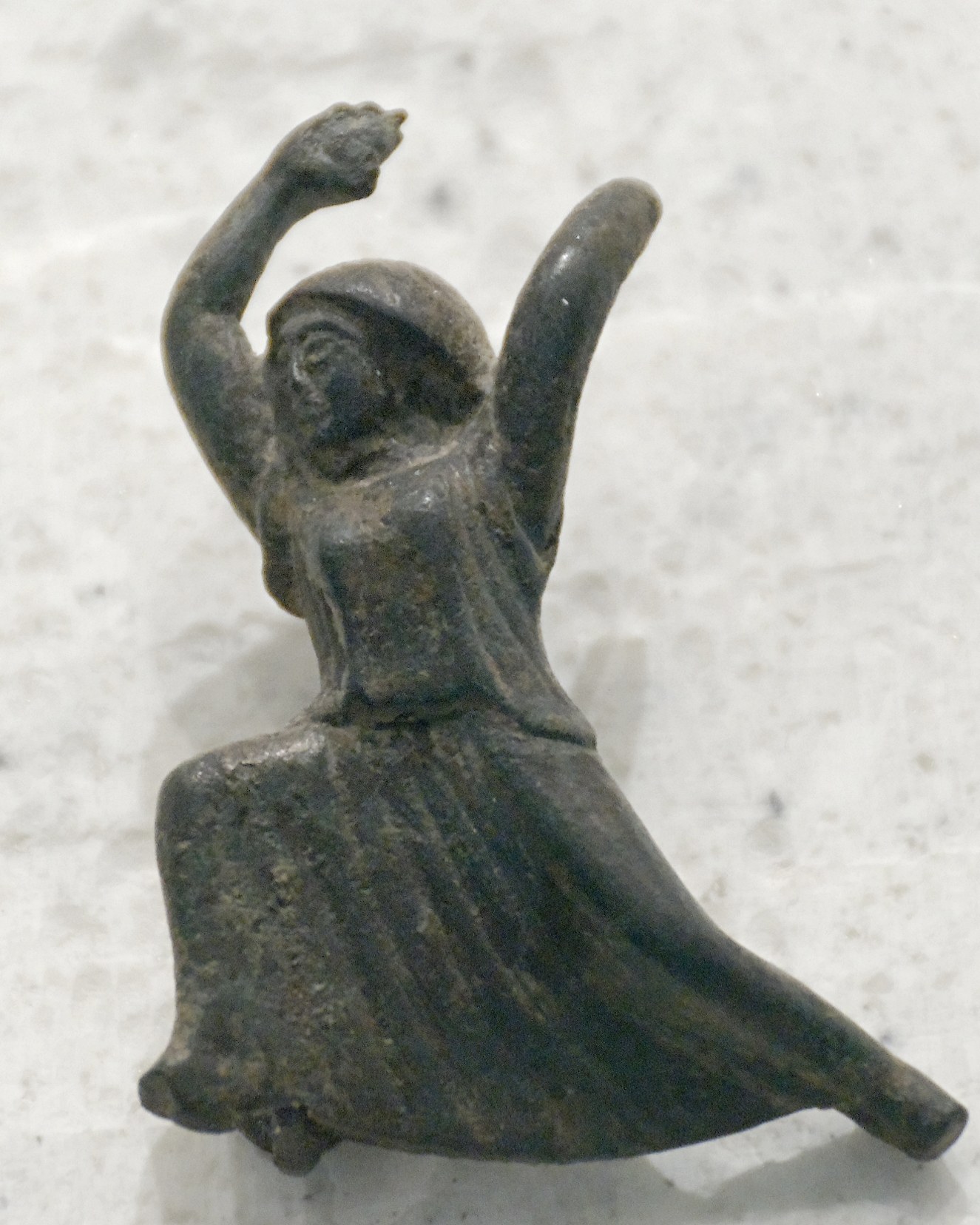
Figurina femminile danzante (secondo quarto del V secolo a.C.), proveniente dall'area della Laconia.

I ragazzi e le ragazze inoltre ricevevano una formazione simile; come nel caso dei maschi, anche le femmine iniziavano una certa pratica educativa a partire dall'età di 7 anni e che aveva termine solo dopo i 18 anni, all'incirca l'età in cui cominciavano a sposarsi. L'addestramento femminile era composto preminentemente da due livelli, uno ginnico e l'altro artistico: prima un allenamento fisico per rassodare il corpo; in secondo luogo la μουσική?mousikè, un termine che per i greci riuniva in sé danza, poesia, canto e musica. Erano incoraggiate quindi, oltre che allo studio di musica, danza e poesia, anche a mantenere le attività più sportive, quali l'equitazione e la lotta; le giovani donne potevano infine partecipare assieme ai loro coetanei maschi alla Gimnopedie (o "festa dei giovani nudi"). 
In gioventù le ragazze potevano gareggiare nude – come dato dal costume greco della nudità atletica – accanto ai ragazzi, sia negli esercizi ginnici e nella lotta, che nelle corse a piedi e a cavallo; tutte queste prove fisiche venivano svolte in pubblico davanti a spettatori adulti. Per lo più, anche gli allenamenti femminili si svolgevano tenendo il corpo nudo, pure con luoghi di esercitazione separati tra ragazzi e ragazze. Questa formazione non era per loro una preparazione per il combattimento; tuttavia, la forza delle donne spartane era proverbiale in Grecia: Clearco di Soli riferisce alla metà del III secolo a.C., che convincevano gli uomini adulti a sposarle costringendoli a furia di calci e pugni e sfidandoli a battersi con loro. 
Per quel che concerne la pratica ginnica, Senofonte indica che Licurgo istituì un allenamento fisico per entrambi i sessi comprendente le discipline della corsa e del combattimento corpo a corpo; ciò è confermato da Euripide. Plutarco, nella sua Vita di Licurgo, aggiunge a questa lista anche il lancio del disco e il lancio del giavellotto. Teocrito ritrae due ragazze fortemente impegnate ed esigenti nella loro partecipazione a queste attività in compagnia dei ragazzi, lungo il fiume Eurota, ricorrendo poi alla medesima pratica in uso tra i maschi di ungersi tutta la pelle, ampiamente lasciata scoperta. Sembra che la formazione sportiva comprendesse anche una parte di equitazione: statuette votive presenti nel santuario di Artemide Orthia mostrano ragazze in groppa a fieri destrieri.
Le donne spartane erano infine altresì note per essere le uniche donne a cui era consentito partecipare ai giochi olimpici antichi e ad altri importanti eventi sportivi, soprattutto nella disciplina della lotta.
Nel caso della mousikè, le giovani partecipavano attivamente a tutte le principali feste religiose tramite il partenio, il coro delle vergini, di cui Alcmane è l'autore principale. Le canzoni venivano imparate a memoria; era permesso, quando non strettamente consigliato, alle ragazze d'imparare e memorizzare grandi eventi e storie mitologiche, ma anche di acquisire un forte senso di competizione: varie canzoni alludono a concorsi di bellezza o spettacoli musicali. Le figurine votive le raffigurano mentre stanno suonando vari strumenti. Pare certo che alcune spartane sapessero almeno leggere e scrivere in quanto aneddoti più tardi evocano lettere inviate da madri ai loro figli partiti per il combattimento. Gorgo, figlia del re Cleomene I, è stata l'unica a scoprire il segreto di un messaggio inviato dal re Demarato di Sparta: avendo fatto rimuovere la cera dalla tavoletta ha rivelato così il testo sottostante inciso su legno.

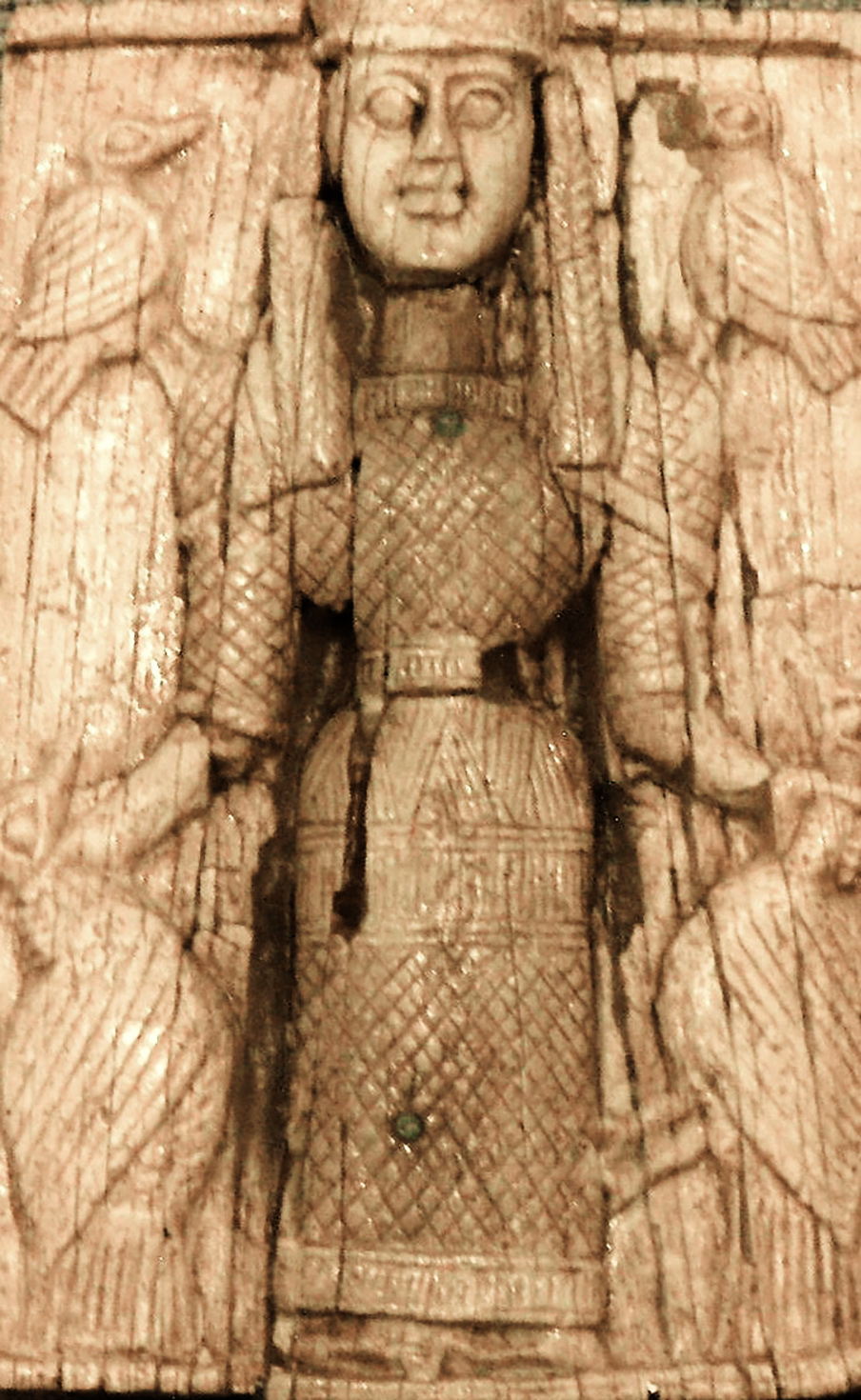
Artemide Orthia, Dea di Sparta.

## Religione
Tutti i greci adoravano generalmente gli stessi dèi anche se, all'interno di una più o meno uniforme religione greca, a seconda della posizione geografica e della storia mirica delle varie polis poteva anche essere data differente enfasi ed attenzione ad una o più divinità rispetto che ad altre; ad esempio gli uomini di Sparta onoravano molto più gli dèi maggiormente associati con la guerra – primo fra tutti Ares – che quelli più pacifici. Le donne in particolare adoravano le divinità associate alla buona salute fisica e al parto (come Artemide e Ilizia).
La città manteneva inoltre un solido culto nei confronti di Apollo (onorato nelle Carnee) di Giacinto (a cui erano dedicate le Giacinzie) oltre che nei confronti dei Dioscuri; a queste potevano liberamente partecipare uomini e donne, nonché giovinetti sia maschi che femmine.
Le donne spartane partecipavano poi anche a culti incentrati su eroi o miti locali; uno dei più importanti era il culto riservato alla mitica regina Elena, ma anche quello di Cinisca era molto vasto: questa è stata la prima donna a vincere una gara ai giochi olimpici antichi - nella corsa dei carri - e molte erano le donne che praticavano l'equitazione in suo onore.
Nell'ambito del rito funebre i nomi delle donne venivano incisi sulla lapide tombaria solamente se erano morte durante il travaglio del parto; agli uomini questo onore era invece riservato solamente se caduti combattendo attivamente in battaglia.

## Cerimonie
Non vi sono mai state cerimonie o manifestazioni specifiche riservate alle donne, al di fuori di occasionali gare di corsa dei carri tutte al femminile o ad eventi sportivi specifici. Tuttavia, questo potrebbe essere il risultato del fatto che le donne già di per sé erano in possesso di un ruolo più che significativo nella comunità, oltre che all'interno delle stesse feste, cerimonie e celebrazioni a sfondo più eminentemente religioso.

## Abbigliamento
L'abbigliamento femminile spartano era semplice e notoriamente corto; molti stranieri ebbero modo di rilevare a più riprese che le gambe delle donne di Sparta rimanevano scoperte molto al di sopra di quanto fosse generalmente ammesso nelle altre polis. Dal momento che le donne non tessevano i loro vestiti, lasciandone invece l'opera di creazione ai perieci, l'acquisto di panni elaborati e bracciali di metallo pregiato era un segno distintivo di ricchezza.
Non è noto se le donne indossassero questi bracciali d'argento e d'oro in ogni momento della giornata o solo in specifiche occasioni, quali feste e/o cerimonie religiose. Infine alle donne non era data l'autorizzazione di farsi crescere i capelli né tanto meno di tenerli lunghi, cosicché portavano tutte un taglio che oggi definiremmo a caschetto.

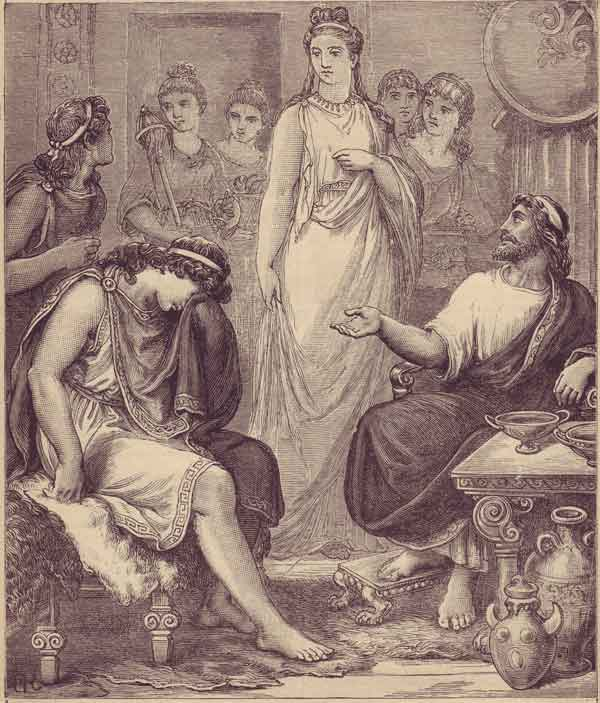
Telemaco in visita alla reggia di Elena e Menelao (Odissea, libro IV).

## Famose donne spartane
- Leda - regina di Sparta e madre di Elena, Clitennestra, Castore e Polluce
- Elena - la "donna più bella del mondo". Sposa di Menelao, "rapita" dal giovane principe dei troiani Paride e causa scatenante della decennale guerra di Troia cantata nell'Iliade
- Ermione - figlia di Menelao ed Elena. Moglie di Neottolemo e amante di Oreste
- Cinisca - nota per essere stata la prima donna della storia a vincere una gara dei giochi olimpici antichi (la corsa dei carri con quattro cavalli) nel 396 a.C.
- Eurileonide - la seconda donna della storia a vincere una gara olimpica
- Gorgo (regina di Sparta) - consorte di Leonida I
- Girtiade
- Chilonide (moglie di Cleombroto II)
- Chilonide (figlia di Leotichida)
- Agesistrata
- Timea - moglie di Agide II e amante di Alcibiade

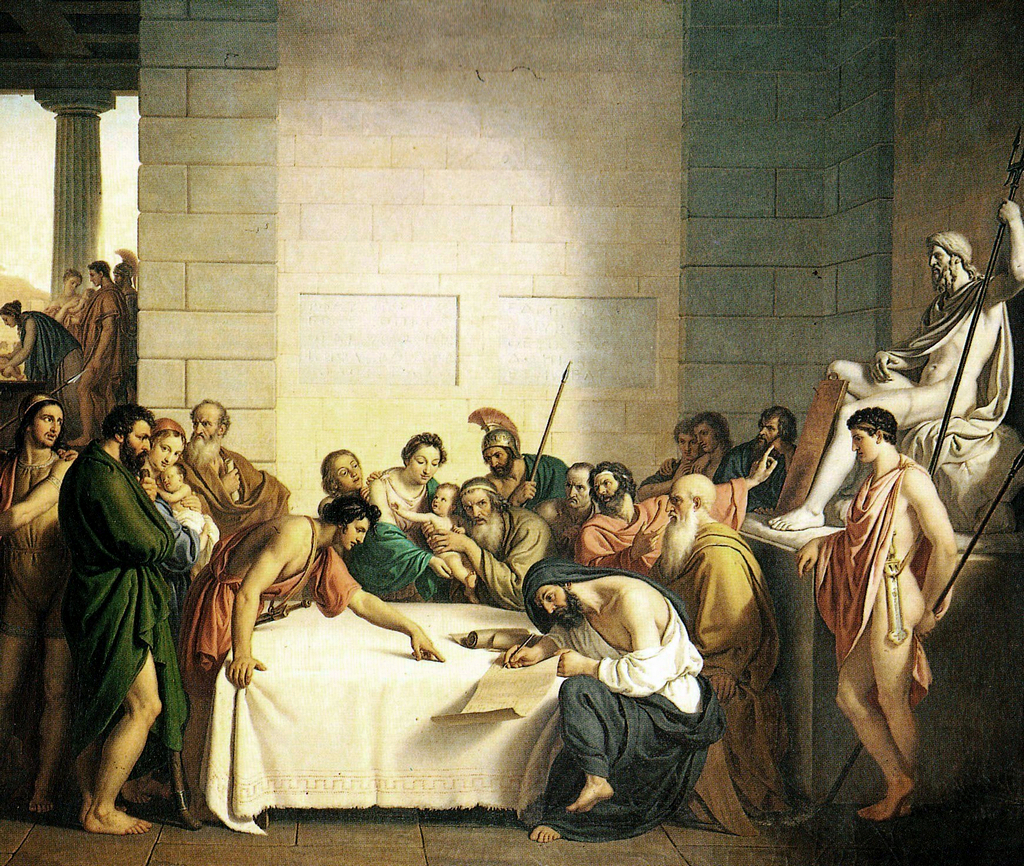
"La selezione dei neonati spartani" (1840), di Giuseppe Diotti.

- Archidamia
- Agiatide
- Cratesiclea